# 博多華丸のもらい酒みなと旅
博多華丸のもらい酒みなと旅（はかたはなまるのもらいざけみなとたび）は、テレビ東京で放送されている紀行番組である。博多華丸（博多華丸・大吉）の冠番組である。2015年10月5日 - 2016年9月26日を第1期、2016年10月3日 - 2020年3月23日を第2期として放送された。

## 内容
全国各地の港町をまわりもらい酒を求め彷徨う。華丸の鞄にはどんなもらい酒にも対応できるようグラスが数種しまわれている。
第2期になりタイトルにある「みなと旅」の意味が「皆と旅」に変更。地元が誇る名店を巡り相席をしながら1番のオススメをいただくグルメ旅。
もらい酒相席旅の楽しみ方「1.酒は相席で飲むべし」「2.料理はお客さんが推薦! 1番のオススメを食べるべし」
相席の旅ルール「料理はお客さんが推薦!1番のオススメを食べるべし」「料理は1番のおすすめ以外は食べるべからず」

## 出演

### レギュラー
- 博多華丸（博多華丸・大吉）

元レギュラー
- 須黒清華(テレビ東京アナウンサー) (2015年10月4日 - 2018年3月25日)

### ゲスト
- 2015年12月29日:高橋ひとみ(北海道釧路港)・紺野美沙子(伊豆須崎漁港)・六角精児(富山県新湊漁港、四方漁港)
- 2016年10月17日:ホラン千秋(須黒清華の代わりに)

## 放送リスト

### 第1期
| 2015年 | 2015年       | 2015年                              | 2015年 | 2015年                               | 2015年 |
| 回     | 放送日       | 来訪地                              | もらい酒・相手 | ふるまい酒                           |        |
| ------ | ------------ | ----------------------------------- | --- | ------------------------------------ | ------ |
| 1      | 10月5日      | 愛知県田原市伊良湖港                | アサヒスーパードライ・日間賀島の漁師兼民宿寿屋坂口嘉考さん | -                                    |        |
| 2      | 10月12日     | 愛知県田原市伊良湖港                | 日間賀島「多幸酒」(中埜酒造)･日間賀島の漁師兼民宿寿屋坂口嘉考さん | -                                    |        |
| 3      | 10月19日     | 愛知県田原市伊良湖港                | 吟醸酒「十四代」(高木酒造)･伊良湖港で出会った 石井芳典さん(民家ですし飲み会) | -                                    |        |
| 4      | 10月26日2:35 | 京都府与謝郡伊根漁港                | 「京の春 山廃・生もと仕込」(向井酒造)･漁師の橋本弘さんとご両親 | 山形県の純米吟醸「華丸」(若乃井酒造) |        |
| 5      | 11月2日      | 京都府与謝郡伊根漁港                | 「京の春 山廃・生もと仕込」(向井酒造)･漁師の橋本弘さんとご両親 純米吟醸「舟屋の里」、純米酒「夏の思い出」、「伊根満開」･向井酒造                                                                                     | 山形県の純米吟醸「華丸」(若乃井酒造) |        |
| 6      | 11月9日      | 京都府新井崎漁港                    | 「京の春」(向井酒造)･海女の大西幸子さん、「呑み処 なぎさ」店主高橋貴誠さん | 山形県の純米吟醸「華丸」(若乃井酒造) |        |
| 7      | 11月10日1:00 | 予習復習スペシャル京都 新井崎漁港   | 「京の春」(向井酒造)･海女の大西幸子さん、「呑み処 なぎさ」店主高橋貴誠さん | 山形県の純米吟醸「華丸」(若乃井酒造) |        |
| 8      | 11月16日     | 神奈川県三浦半島間口漁港            | 漁師さんにホラ貝を頂きそのお返しにふるまい酒、鈴木正規さんの漁船でアジ釣りに | 酒純米酒「京の春」(向井酒造)         |        |
| 9      | 11月23日     | 神奈川県三浦半島間口漁港            | アサヒスーパードライ･漁師の鈴木正規さん | 酒純米酒「京の春」(向井酒造)         |        |
| 10     | 11月30日     | 神奈川県三浦半島間口漁港            | アサヒ スタイルフリー、お茶酎玉露と抹茶チューハイ、三浦大根焼酎(目野酒造)･若手漁師の集いしちりん会(鈴木大貴さん鈴木真和さん鈴木亨平さん鈴木佑さん鈴木仁さん) アサヒスーパードライ･夫婦漁師の髙梨浅治さん富枝さん夫婦 | 酒純米酒「京の春」(向井酒造)         |        |
| 11     | 12月7日      | 茨城県平潟漁港                      | 自家製塩辛(もらい塩辛)・民家で塩辛を作るお母さん 注文品(ヒラメとマコガレイのフライ、ヒラメの刺身、月桂冠)・珈琲&お食事モリ モア                                                                                      | 酒純米酒「京の春」(向井酒造) -       |        |
| 12     | 12月14日     | 茨城県平潟漁港                      | 「稲里」(磯蔵酒造)、「梅の雫」(吉久保酒造)・「あんこうの宿まるみつ旅館」フロントスタッフ白鳥美鈴さん、料理長武子哲也さん                                                                                             | 酒純米酒「京の春」(向井酒造)         |        |
| 13     | 12月21日     | 茨城県平潟漁港                      | 「清酒 千姫 」(檜山酒造株式会社)･「温泉民宿かね久」阿部博昭さん | -                                    |        |
| 14     | 12月28日     | もらい酒みなと旅 ベストセレクション | 「過去に放送した中から厳選したもらい酒をセレクト!」 | -                                    |        |

### 第2期
| 2016年 | 2016年               | 2016年                           | 2016年                                                                                             |
| 回     | 放送日               | 相席の舞台                       | オススメ品                                                                                         |
| ------ | -------------------- | -------------------------------- | -------------------------------------------------------------------------------------------------- |
| 1      | 10月3日              | 静岡県熱海温泉銀座町、中央町     | 「ひさ花」の香港焼売、「山洋水産」のいかめんち、「寿し忠」の穴子のつまみとにぎり                   |
| 2      | 10月10日 1:05 - 1:35 | 静岡県熱海温泉銀座町、中央町     | 「居酒屋 伊八」のだし巻き玉子、「中華飯店 大一樓」ののぼせ海老、「男の料理 居酒屋 錦」のメンチカツ |
| 3      | 10月17日             | 東京都中央区月島、西仲通り商店街 | 「魚仁」のマグロの脳天の刺身、「大衆酒場泥亀」の明太子チャーハ、「串バー あ・うん」のつくね        |

## DVD
- 博多華丸のもらい酒みなと旅(2016年11月2日、よしもとアール・アンド・シー)

## ネット局

### 第1期
| 放送対象地域 | 放送局                | 系列           | 放送時間                     | 放送開始日    | 遅れ       |
| ------------ | --------------------- | -------------- | ---------------------------- | ------------- | ---------- |
| 関東広域圏   | テレビ東京（TX）      | テレビ東京系列 | 月曜 2:05 - 2:35（日曜深夜） | 2015年10月5日 | 制作局     |
| 福岡県       | TVQ九州放送（TVQ）    | テレビ東京系列 | 土曜 12:00 - 12:30           | 2016年1月7日  | 遅れネット |
| 愛知県       | テレビ愛知（TVA）     | テレビ東京系列 | 金曜 1:35 - 2:05 (木曜深夜） | 2016年1月8日  | 遅れネット |
| 北海道       | テレビ北海道（TVh）   | テレビ東京系列 | 金曜 1:35 - 2:05 (木曜深夜） | 2016年1月13日 | 遅れネット |
| 和歌山県     | テレビ和歌山（WTV）   | 独立局         | 土曜 23:00 - 23:30           | 2016年4月2日  | 遅れネット |
| 長野県       | 信越放送 (SBC)        | TBS系列        | 水曜 1:49 - 2:19（火曜深夜） | 2016年4月7日  | 遅れネット |
| 熊本県       | テレビくまもと（TKU） | フジテレビ系列 | 金曜 2:25 - 2:55（木曜深夜） | 2016年4月8日  | 遅れネット |
| 新潟県       | 新潟総合テレビ (NST)  | フジテレビ系列 | 火曜 1:30 - 2:00（月曜深夜） | 2016年4月5日  | 遅れネット |
| 奈良県       | 奈良テレビ (TVN)      | 独立局         | 月曜 0:30 - 1:00（日曜深夜） | 2016年6月13日 | 遅れネット |

### 第2期
| 放送対象地域 | 放送局              | 系列           | 放送時間                     | 放送開始日     | 遅れ       |
| ------------ | ------------------- | -------------- | ---------------------------- | -------------- | ---------- |
| 関東広域圏   | テレビ東京（TX）    | テレビ東京系列 | 月曜 2:05 - 2:35（日曜深夜） | 2016年10月3日  | 制作局     |
| 和歌山県     | テレビ和歌山（WTV） | 独立局         | 土曜 23:00 - 23:30           | 2016年10月22日 | 遅れネット |
| 長野県       | 信越放送 (SBC)      | TBS系列        | 水曜 1:46 - 2:16（火曜深夜） | 2016年10月26日 | 遅れネット |
| 福岡県       | TVQ九州放送（TVQ）  | テレビ東京系列 | 木曜 1:00 - 1:30（水曜深夜） | 2016年11月12日 | 遅れネット |
| 奈良県       | 奈良テレビ（TVN）   | 独立局         | 月曜 0:30 - 1:00（日曜深夜） | 2016年11月21日 | 遅れネット |
| 熊本県       | テレビ熊本（TKU）   | フジテレビ系列 | 金曜 2:15 - 2:45（木曜深夜） | 2016年12月     | 遅れネット |
| 北海道       | テレビ北海道 (TVh)  | テレビ東京系列 | 金曜 1:30 - 2:00（木曜深夜） | 2017年2月      | 遅れネット |

- 新潟総合テレビ（NST）では、遅れネットで2016年10月25日（24日深夜）より火曜 1:30 - 2:00（月曜深夜）に第2期を放送していたが、2017年3月28日（27日深夜）で打ち切られた。

## スタッフ

### 第1期
- ナレーター：川下大洋
- 構成：堀由史、宮丸直子、田中裕作、安齋友朗
- カメラ：大尾庸介、渡晴男、杉村哲司、森田周作、中祖信也、小野寺真晴、柚垣竜也、小菅由晶、中嶋留威
- 音声：谷口貴三男、野口正弘、磯一貴
- メイク：芳野史絵、崔南姫
- 音響効果：竹内陽、大峽邦彦
- 編集：曽根隼一、兵藤真澄
- MA：長谷川真哉、佐藤卓也
- 技術協力：よしもとブロードエンタテインメント、麻布プラザ、TSP
- 衣装協力：KANGOL、和真メガネ、GLOBAL WORK
- 番宣：西山麻衣子（テレビ東京）
- デスク：出家李紅（テレビ東京）
- AP：真壁正彦、清水栄一、平良省吾、泉亜希子
- AD：安生千之、松浦藍
- ディレクター：小紫弘三、石原良憲、高畑忠司、伊部和憲
- プロデューサー：神夏磯秀（よしもとクリエイティブ・エージェンシー）、杉野恭史
- 演出・プロデューサー：三宅優樹（テレビ東京、以前はプロデューサー）
- チーフプロデューサー：澤井伸之（テレビ東京）
- 演出：堤本幸男
- 制作協力：吉本興業、BACK-UP MEDIA
- 製作著作：テレビ東京

### 第2期
- ナレーター：川下大洋
- 構成：堀由史、宮丸直子、田中裕作、安齋友朗
- カメラ：渡晴男、加島祥太朗、大尾庸介、中嶋(島)瑠威、蜜谷司、打越尚、藤本裕武、柿内孝文、小松裕太
- 音声：山崎勝彦、谷口貴三男、日沼夏希、土渕裕貴、真霜美幸、江畑恵子
- 音響効果：竹内陽、大峡邦彦
- 編集：曽根隼一、竹内美穂、平岡敏伸、茂木雅人
- MA：佐藤卓也、奥出弥生
- 技術協力：よしもとブロードエンタテインメント、麻布プラザ、TSP
- デスク：林由里江（テレビ東京）
- AP：島田力規王（よしもとクリエイティブ・エージェンシー）
- AD：安生千之、千葉拓海、大山美希、河田航人、田原翼、津端貴樹
- ディレクター：石原良憲、伊部和憲
- プロデューサー：山崎圭介（テレビ東京）、渡辺蔵人、松生藍（よしもとクリエイティブ・エージェンシー）
- 演出：扇山篤司（以前はディレクター）
- 制作協力：吉本興業、BACK-UP MEDIA
- 製作著作：テレビ東京

過去のスタッフ（第2期）
- 技術協力：Biq Voice
- 番宣：西山麻衣子（テレビ東京）
- デスク：出家李紅（テレビ東京）
- AP：真壁正彦、小松航（よしもとクリエイティブ・エージェンシー）
- ディレクター：小紫弘三、高畑忠司、原田浩司
- プロデューサー：三宅優樹（テレビ東京）、神夏礒秀（よしもとクリエイティブ・エージェンシー）、杉野恭史、清水栄一（清水→以前はAP）
- チーフプロデューサー：深谷守（テレビ東京）、澤井伸之（テレビ東京、一時離脱→復帰）
- 演出：堤本幸男